# Copa Europeia/Sul-Americana de 1990
A Copa Europeia/Sul-Americana de 1990, também conhecida como Copa Toyota e Copa Intercontinental, foi a 29.ª edição da competição, disputada na cidade de Tóquio, no Japão, em 9 de dezembro de 1990. O confronto envolveu o Olimpia, do Paraguai, campeão da Copa Libertadores da América, e o Milan, da Itália, bicampeão da Liga dos Campeões da UEFA.
Em 27 de outubro de 2017, após uma reunião realizada na Índia, o Conselho da FIFA reconheceu os vencedores da Copa Intercontinental como campeões mundiais.

## História
No final daquele ano, o Milan viajou ao Japão em busca do segundo título intercontinental consecutivo, pois no ano anterior havia vencido o Atlético Nacional naquele mesmo estádio, também buscava a façanha de ser o primeiro europeu tricampeão intercontinental, tal façanha era, até então restrita aos uruguaios Peñarol e Nacional. E até que foi fácil. A equipe enfrentou o Olimpia, do Paraguai, campeão da Libertadores daquele ano. A decisão, foi apitada pelo brasileiro José Roberto Wright, com uma vitória incontestável do Milan por 3–0, com dois gols de Frank Rijkaard e um de Giovanni Stroppa. O Milan era tri-campeão intercontinetal, bi consecutivo. O Milan era a melhor equipe do mundo pela terceira vez.

## Clubes participantes
| Confederação | Equipe  | Classificação                                           | Participação |
| ------------ | ------- | ------------------------------------------------------- | ------------ |
| CONMEBOL     | Olimpia | Campeão da Copa Libertadores da América de 1990         | 2ª           |
| UEFA         | Milan   | Campeão da Taça dos Clubes Campeões Europeus de 1989–90 | 4ª           |

## Chaveamento
|  | A Classificação[NOTA]  | A Classificação[NOTA] | A Classificação[NOTA] | A Classificação[NOTA] |   |       | Copa Intercontinental | Copa Intercontinental | Copa Intercontinental | Copa Intercontinental |
|  |                        |                       |                       |                       |   |       |                       |                       |                       |                       |
|  | Milan                  | 1                     | –                     | –                     |   |       |                       |                       |                       |                       |
|  | Benfica                | 0                     | –                     | –                     |   |       |                       |                       |                       |                       |
|  | Benfica                | 0                     | –                     | –                     |   | Milan | 3                     | –                     | –                     |                       |
|  |                        |                       |                       |                       |   | Milan | 3                     | –                     | –                     |                       |
|  |                        | Olimpia               | 0                     | –                     | – |       |                       |                       |                       |                       |
|  | Olimpia                | Olimpia               | 0                     | –                     | – | 2     | 1                     | –                     |                       |                       |
|  | Olimpia                |                       |                       |                       |   | 2     | 1                     | –                     |                       |                       |
|  | Barcelona de Guayaquil | 0                     | 1                     | –                     |   |       |                       |                       |                       |                       |

Notas
- NOTA^  Essas partidas não foram realizadas pela Copa Intercontinental. Ambas as partidas foram realizadas pelas finais da Liga dos Campeões da Europa e Copa Libertadores da América daquele ano.

## Final
| 9 de dezembro de 1990 | Milan                           | 3 – 0 | Olimpia | Estádio Nacional, Tóquio, Japão              |
|                       | Rijkaard 43', 65' · Stroppa 62' |       |         | Público: 60 225 Árbitro: José Roberto Wright |

| Milan | Olimpia |

Milan:  Pazzagli, Baresi, Tassotti, Costacurta, Maldini (Galli), Carbone, Donadoni (Gaudenzi), Rijkaard, Stroppa, Ruud Gullit, Van Basten. Técnico: Arrigo Sacchi
Olimpia: Almeida, Fernández, Cáceres, Guasch, R. Ramírez (Chamas), Suárez, Heyn (Cubilla), Balbuena, Monzón, Amarilla e Samaniego. Técnico:: Luis Cubilla

## Campeão
| Copa Européia/Sul-Americana de 1990 |
| ----------------------------------- |
| AC Milan 3º título                  |